# Omar Makram
Omar Makram Mohamed Ibrahim Omar, född den 23 september 1985 i Kairo, är en svensk-egyptisk skribent, poddare och debattör. Han var mellan 2017 och 2021 projektledare vid GAPF – Glöm Aldrig Pela och Fadime.

## Biografi

### Uppväxt
Makram växte upp i Kairo i en konservativ sunnimuslimsk familj. Som tonåring började han grubbla över religion och vid studier av Koranen växte en ateistisk livsåskådning fram hos honom. Makram har uppgett att han 2011 började dela sina religionskritiska tankar med en kamrat på ett café. Samtalet hördes av en grupp män som uppmanade honom att inte tala illa om Profeten samt hotade med att straffa honom om inte myndigheterna gjorde det. När Makram försökte polisanmäla hoten blev han själv misstänkt för brott mot Egyptens blasfemilagar. Skrämd av dessa brottsmisstankar lyckades Makram få ett turistvisum till Estland och bodde där mellan 2011 och 2014.

### Asylansökan
Sommaren 2014 reste han till Sverige där han sökte asyl på grund av att han hotades av flerårigt fängelsestraff i Egypten. År 2015 avslog Migrationsverket hans asylansökan, och senare gick även Migrationsdomstolen på samma linje, då de menade att han inte på ett övertygande sätt visat att han verkligen var ateist. Migrationsverket tvivlade även på att Egyptens myndigheter kände till hans ateistiska aktivism och menade att han skulle bli lämnad i fred om han höll en låg profil. 
Makram lät då lägga upp en video på Youtube där han redogjorde för sin ateistiska livsåskådning och slutligen vanärade ett exemplar av Koranen genom att spotta på den, riva ut sidor och sedan trampa på, och elda upp den. Han publicerade sedan ytterligare en video som mer välartikulerat förklarar varför han lämnat islam. De två videofilmerna har (2020) haft mer än 200 000 visningar och bidrog till att Makram i juni 2017 beviljades uppehållstillstånd då det blev uppenbart att religiös förföljelse även drabbar människor utan religiös övertygelse.

### GAPF
Makram arbetade mellan 2017 och 2021  som debattör och projektledare på GAPF – Glöm Aldrig Pela och Fadime och har medverkat återkommande som debattör och föreläsare i olika sammanhang i ämnen som hedersförtryck, slöjtvång, sexuella övergrepp, barnäktenskap, oskuldskontroller och manlig omskärelse. Han tvingades lämna organisationen i mars 2021 enligt egen uppgift på grund av att hans medverkan i podden Sista Måltiden tillsammans med bland andra  Chang Frick av styrelsen i GAPF bedömts som oförenlig med hans roll i GAPF. Han arbetar sedan 2021 frilans som skribent, poddare och föreläsare.

### Kommentar om Hamid Zafar-affären
I samband med avslöjandet hösten 2020 av kontroversiella anonyma nätinlägg av utbildningsledaren Hamid Zafar framförde Makram på debattplats att han själv som ung genom sin uppfostran och utbildning omfattade många av de antisemitiska och homofoba värderingar som Zafar gett uttryck för. Han påpekade att han, liksom många andra, fostrats in i ett reaktionärt tänkande, men att det är möjligt att ta sig ur detta och förändras.